# 青宜居站
青宜居站位于中华人民共和国湖北省武汉市青山区，是武汉地铁5号线的地铁车站。

## 车站结构
青宜居站位于武汉市青山区建设十一路与新村路之间，沿和平大道东西向布置。车站主体为地下两层单柱岛式站台车站，其中地下一层为站厅层，地下二层为站台层。车站全长240.3m，标准段结构外包尺寸为20.10m×13.99m。车站主体及附属结构型式为整体式钢筋混凝土箱形框架结构。采用明挖顺作法施工。本站共设置4个出入口，1个安全口，2组风亭。

### 车站出口
|                                                 |      |      |  |
| 出口編號                                        | 設施 | 照片 |  |
| A                                               |      |      |  |
| B                                               |      |      |  |
| C                                               |      |      |  |
| D                                               |      |      |  |
| 注： 設有升降機 \| 設有輪椅升降台 \| 設有洗手間 |      |      |  |

## 鄰近地點
青宜居小区、戴家湖公园。

### 内部链接
- 武汉地铁车站列表